# Casas Novas (Betanzos)
Casas Novas (en gallego y oficialmente, As Casas Novas) es una aldea española situada en la parroquia de Requián, del municipio de Betanzos, en la provincia de La Coruña, Galicia.

## Demografía
| Gráfica de evolución demográfica de Casas Novas entre 2000 y 2018 |
|                                                                   |
| Datos según el nomenclátor publicado por el INE.                  |